# Языки Финляндии
Языки Финляндии — языки общения народов, населяющих Финляндию. Среди родных языков в стране преобладают финский и шведский; эти языки также выполняют роль официальных. Среди саамских языков в Финляндии используются инари-саамский, коллта-саамский и северносаамский языки. 

Муниципалитеты Финляндии:
одноязычные — финский язык
двуязычные — с финским языком большинства и шведским языком меньшинства
двуязычные — со шведским языком большинства и финским языком меньшинства
одноязычные — шведский язык
двуязычные — с финским языком большинства и саамским языком меньшинства

## История
До 1809 года шведский язык был единственным официальным языком Шведской Финляндии.
С 1809 по 1917 годы, в период существования Великого княжества Финляндского (автономный субъект под управлением Российской империи), самым важным языком был шведский. Однако в конце этого периода шведский язык постепенно утрачивал свои позиции, для финского языка это был период становления (во многих областях знаний и общественной деятельности финский язык до этого вообще не применялся, поэтому активно шёл процесс образования терминологии). русский язык применялся почти исключительно в делопроизводстве, сколько-нибудь широкого обучения русскому языку не проводилось, из финских чиновников хорошим знанием русского языка обладали лишь некоторые. Исключением являлся город Выборг, в котором примерно на одинаковом уровне были распространены четыре языка — шведский, финский, русский и немецкий (последний — из-за значительной немецкоязычной общины).
После завоевания Финляндии государственным языком Великого княжества оставался шведский. Но при этом Александр I планировал постепенно ввести в Финляндии русский язык. § 6 Положения об учреждении правления в Новой Финляндии от 19 ноября (1 декабря) 1808 года предписывал. Однако русский язык был третьим официальным языком наряду с финским и шведским в течение очень короткого периода между 1900 и 1917 годами.

Все дела производить на ныне употребляемом в Финляндии [шведском] языке, доколе не войдёт в употребление Российский.— 
6(18) июня 1812 года Александр I повелевает назначить учителей русского языка во все школы Финляндии, а также требует обязательного знания русского языка от всех лиц, поступающих на государственную службу в Финляндии. В 1813 году был назначен пятилетний срок, для введения этого закона в силу. В 1818 году после вступления этого закона в силу, требовалось предоставить свидетельство о знании русского языка, при определении на духовную, военную и гражданскую службу.
В 1824 году были освобождены от предоставления свидетельств на знание русского языка лица, поступающие на духовные должности в гимназиях и других учебных заведениях.
В 1831 году от обязанностей по знанию русского языка были освобождены остальные преподаватели гимназий и других общественных учебных заведений.
В 1843 году было разрешено назначать экзаменаторов русского языка не из русских уроженцев, а из уроженцев той епархии, в которую поступают учителем.
В 1844 году было предоставлено право обучать русскому языку в местных учебных заведениях жителям Финляндии.
В 1856 году отменялось обязательное знание русского языка и для прочих должностных лиц.
В 1858 году в Финляндии была создана первая средняя школа с обучением на финском языке. В 1858 году были защищены первые диссертации на финском языке.
| Языки в Финляндии на конец 2012 |           |
| Язык                            | кол. чел. |
| финский                         | 4 866 848 |
| шведский                        | 290 977   |
| русский                         | 62 554    |
| эстонский                       | 38 364    |
| сомалийский                     | 14 769    |
| английский                      | 14 666    |
| арабский                        | 12 042    |
| жестовый                        | 9 000     |
| курдский                        | 9 280     |
| китайский                       | 8 820     |
| албанский                       | 7 760     |
| тайский                         | 6 926     |
| вьетнамский                     | 6 549     |
| персидский                      | 6 422     |
| турецкий                        | 6 097     |
| немецкий                        | 5 792     |
| испанский                       | 5 470     |
| польский                        | 3 598     |
| французский                     | 3 333     |
| венгерский                      | 2 316     |
| саамский                        | 1 900     |

28 января (9 февраля) 1863 года согласно Высочайшему объявлению императора Александра II в начальных школах и гимназиях Финляндии отменялось обязательное преподавание русского языка. Обосновывалось это тем, что

«чрез это представляется возможность к более основательному изучению не только необходимых для каждого финляндского гражданина финского и шведского, но и латинского и немецкого языков, служащих основанием учёному образованию вообще и составляющих условие для более обширных занятий науками».
Впрочем, «ученикам, желающим обучаться русскому языку, следует доставить случай к изучению оного, но лишь в экстренные часы, без уменьшения числа уроков, назначенных для прочих предметов».— 
Также отменялся экзамен по русскому языку при поступлении в студенты Гельсингфорского университета.
29 апреля (11 мая) 1863 года Высочайшим объявлением было разрешено читать лекции на финском языке в Гельсингфорском университете.
Во время польского восстания 1863 года император Александр II посещал с визитом Финляндию. Один из лидеров фенноманов Йохан Снелльман внёс предложение императору, чтобы тот в качестве награды финскому народу за его лояльность объявил о придании финскому языку статуса официального языка делопроизводства. 6/18 июня 1863 года в Царском Селе было подписано «Высочайшее постановление об уравнении в правах финского языка с официальным шведским», в результате которого финский язык должен был получить официальный статус наряду со шведским, после 20-летнего переходного периода. С 1863 года финский язык стал, как и шведский, языком обращения к представителям власти в Финляндии. 
Стало резко увеличиваться число финских газет. В 1870-е годы их численность сравнялось со шведскими. Развивалась финноязычная литература. В 1872 году был основан Финский театр.
С 1883 года в соответствии с законом государственные чиновники всех уровней были обязаны говорить и выдавать документы на финском языке.
В 1922 году в Финляндии был принят специальный закон, который установил два государственных языка — финский и шведский.
В 1992 году вступил в силу «Закон о саамском языке», согласно которому саамский язык в Финляндии стал обладать особым статусом. В частности, те решения парламента, декреты и постановления правительства, которые касаются саамских вопросов, должны быть переведены также и на саамский язык.
По состоянию на начало XXI века для большинства населения Финляндии родным является финский язык. Шведский язык является родным для 5,5 % населения, русский — для 0,8 %, эстонский — для 0,3 %. Прочие языки (карельский, татарский и другие) являются родными для 1,77 % населения.
Финский жестовый язык официально признан в стране как язык меньшинства на котором разговаривают около 4 тысяч человек.

## Социолингвистика
Согласно 17 статье нынешней Конституции Финляндии государственными являются финский и шведский языки. При обращении в суд и в других мероприятиях, связанных с государственными службами, каждый имеет право пользоваться своим родным языком, финским или шведским.

## Финский язык
Финский язык является официальным языком Финляндии, а также официально признанным языком меньшинств как в Швеции (как стандарт финского языка, так и меянкиели — финский диалект, распространенный в долине реки Турнеэльвен), так и в Норвегии (квенский язык, фактически являющийся диалектом финского языка).
На финском языке говорит большинство населения Финляндии (на 2009 год — 4 857 903 человека), а также этнические финны, живущие в Швеции и Норвегии, среди финской диаспоры в США, Эстонии, России (преимущественно в Ленинградской области и в Карелии).

## Шведский язык

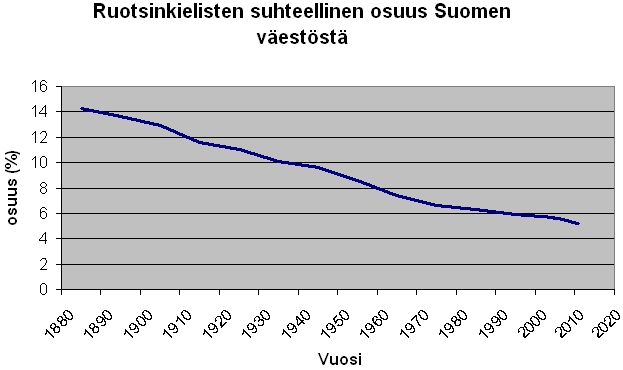
Снижение доли лиц в населении Финляндии, для которых шведский язык является родным (1890—2010)

Появился в стране в IX веке, в официальной сфере используется с XII века, в том числе наряду с автохтонным финским (с XIX века) и русским (1900—1917) языками. Формально остаётся одним из двух официальных языков страны.
Во всех школах страны шведский язык, так называемый «обязательный шведский», преподаётся три года, с 7 по 9 классы, несмотря на его возрастающую непопулярность.
Инициатива шести муниципалитетов — Тохмаярви, Иматра, Лаппеэнранта, Пуумала, Миккели и Савонлинна, ходатайствующих о 5-летнем проекте, в рамках которого в школах этих муниципалитетов было бы возможно заменить изучение шведского языка изучением русского языка, начиная с 7-го класса, не нашла полного одобрения в правительстве.

## Саамские языки
На территории современной Финляндии распространено три саамских языка — инари-саамский язык (от 300 до 400 носителей языка), северносаамский язык (около 2000 носителей языка) и колтта-саамский язык (около 400 носителей языка), при оценке общего числе саамов в 6—8 тысяч человек. На саамских языках ведётся преподавание во многих детских садах и школах Саамского региона, имеются различные программы сохранения и возрождения саамских языков. Права саамского населения Финляндии на сохранение и развитие своего языка закреплены в Конституции страны и других законодательных актах. Вместе с тем, саамские языки в Финляндии по-прежнему находятся под угрозой исчезновения, об этом, в частности, заявила в сентябре 2011 года министр юстиции Финляндии Анна-Майя Хенрикссон.

## Финский кало (цыганский)
Относится к парацыганским языкам и используется в Финляндии финскими цыганами (кале), прибывшими в прошлом в страну из Шотландии. Общее число говорящих — около 7 тысяч (5,5 тысяч живут в Финляндии и 1,5 тысячи — в Швеции).
Цыгане — официально признанное с 1995 года национальное меньшинство в Финляндии. Согласно § 17 действующей Конституции Финляндии финские цыгане имеют право на сохранение и развитие своего языка и своей культуры.

## Карельский язык
Число говорящих на карельском языке в Финляндии составляет около 30 тысяч человек.

## Русский язык
В настоящее время русский язык является одним из самых распространенных языков иммигрантов в Финляндии (1,15%). Русский язык в настоящее время не имеет в стране официального статуса, однако, в период между 1900—1917 годами он наряду с финским и шведским языками являлся одним из трёх официальных языков Великого княжества Финляндского.
На 2012 год численность населения Финляндии, для которых родным языком является русский, оценивается в 62 554 человекa (1,15 % населения). Русскоязычие традиционно имеет более широкое распространение на юго-востоке страны. 10 октября 2012 года правительство Финляндии объявило о создании Фонда поддержки в стране русской культуры. 18 сентября 2013 года на специальном заседании Парламента было объявлено о создании Фонда поддержки изучения русского языка в Финляндии.